# Tomatensuppe

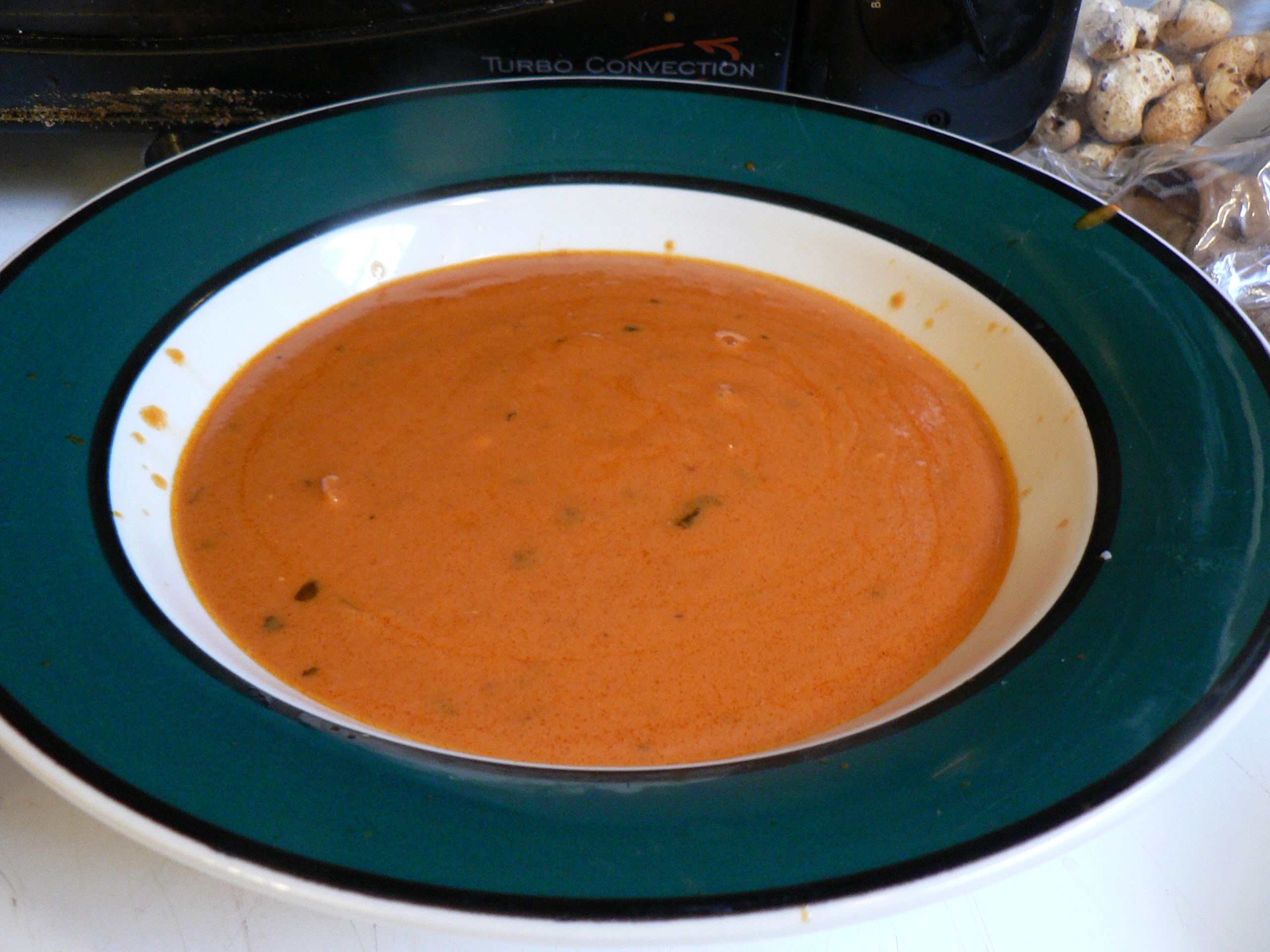
Ein Teller Tomatensuppe

Tomatensuppe bezeichnet im Allgemeinen eine Suppe aus Tomaten verschiedener, aber doch meistens roter, nicht unbedingt der gleichen Sorte angehörenden Tomaten. Die Suppe kann je nach regionaler Gegebenheit mit Möhren oder anderem Gemüse geschmacklich ergänzt werden. Auch kann ihr Geschmack mit regionaltypischen Gewürzen, Kräutern und Beigaben, wie z. B. Crème fraîche oder Croûtons verfeinert werden.
Weiße Tomatensuppe entsteht, wenn die Suppe durch ein Tuch gefiltert wird und somit die roten Bestandteile entfernt werden, anschließend wird Sahne zugegeben, somit erhält man eine Suppe, die fast weiß ist, aber nach Tomatensuppe schmeckt.